# Олимпијада Иванова
Олимпијада Владимировна Иванова (рус. Олимпиада Владимировна Иванова, 26. август 1970) јесте руска атлетичарка, светска рекордерка у брзом ходању на 20.000 метара (на стадиону).

## Биографија
Прву златну медаљу освојила је на Светском првенству у Едмонтону 2001. године, где је победила у брзом ходању на 20 км са временом 1.27:48. Годину дана касније, 2002. године, освојила је златну медаљу на Европском првенству 2002. у Минхену.
Следећи велики спортски догађај на коме је учествовала биле су Олимпијске игре у Атини 2004. где је завршила као друга. Иванова је освојила злато на Светском првенству у Хелсинкију 2005. године, када је и оборила тадашњи светски рекорд у ходању на 20 км.
Ивановој је одузета сребрна медаља у ходању на 10 километара на Светском првенству у атлетици 1997. након што је била позитивна на станозолол и суспендована на две године/ Она је била део групе од преко десетинe елитних руских брзих ходача које је тренирао Виктор Чегин.
Иванова данас ради као тренер брзих ходача у Руском атлетском савезу.

## Међународна такмичења
| Година                         | Такмичење                      | Место                          | Позиција                       | Дисциплина                     | Резултат                       | Белешка                        |
| Представљајући Совјетски Савез | Представљајући Совјетски Савез | Представљајући Совјетски Савез | Представљајући Совјетски Савез | Представљајући Совјетски Савез | Представљајући Совјетски Савез | Представљајући Совјетски Савез |
| ------------------------------ | ------------------------------ | ------------------------------ | ------------------------------ | ------------------------------ | ------------------------------ | ------------------------------ |
| 1986.                          | Светско првенство за јуниоре   | Атина, Грчка                   | 15.                            | 5.000 м                        | 25:01,87                       |                                |
| Представљајући Русију          |                                |                                |                                |                                |                                |                                |
| 1993.                          | Светски куп у брзом ходању     | Монтереј, Мексико              | 12.                            | 10 км                          | 47:02                          |                                |
| 1997.                          | Светски куп у брзом ходању     | Подјебради, Чешка              | 2.                             | 10 км                          | 41:59                          |                                |
| 1997.                          | Светско првенство              | Атина, Грчка                   | —                              | 10 км                          | Суспендована                   | Допинг                         |
| 2000                           | Европски куп у брзом ходању    | Ајзенхитенштат, Немачка        | 1.                             | 20 км                          | 1:26:48                        |                                |
| 2001.                          | Европски куп у брзом ходању    | Дудинце, Словачка              | 1.                             | 20 км                          | 1:26:48                        |                                |
| 2001.                          | Светско првенство              | Едмонтон, Канада               | 1.                             | 20 км                          | 1:27:48                        |                                |
| 2002.                          | Европско првенство             | Минхен, Немачка                | 1.                             | 20 км                          | 1:26:42                        |                                |
| 2003.                          | Светско првенство              | Париз, Француска               | —                              | 20 км                          | Одустала                       |                                |
| 2004.                          | Олимпијске игре                | Атина, Грчка                   | 2.                             | 20 км                          | 1:29:16                        |                                |
| 2005.                          | Европски куп у брзом ходању    | Мишколц, Мађарска              | 1.                             | 20 км                          | 1:28:18                        |                                |
| 2005.                          | Светско првенство              | Хелсинки, Финска               | 1.                             | 20 км                          | 1:25:41                        |                                |
| 2006                           | Светски куп у брзом ходању     | Коруња, Шпанија                | 2.                             | 20 км                          | 1:27:26                        |                                |
| 2007.                          | Светско првенство              | Осака, Јапан                   | —                              | 20 км                          | Одустала                       |                                |